# Quatrième métacarpien
Le quatrième métacarpien est est un os long du métacarpe situé à l'arrière de l'annulaire. Il est relié au capitatum et à l'hamatum du carpe au niveau de la quatrième articulation carpo-métacarpienne et à la phalange proximale du majeur au niveau de la quatrième articulation métacarpo-phalangienne.

## Description
Le quatrième métacarpien est plus court que le troisième métacarpien.

### Base
La base est petite et quadrilatère.
Sa face supérieure présente deux facettes : une grande médiale pour l'articulation avec l'hamatum, et une petite latérale pour le capitatum.
Sur le côté radial se trouvent deux facettes ovales, pour l'articulation avec le troisième métacarpien, et sur le côté ulnaire une seule facette concave, pour le cinquième métacarpien.

### Corps
La diaphyse donne naissance au deuxième muscle interosseux palmaire et aux troisième et quatrième muscle interosseux dorsaux de la main.

## Embryologie
Le processus d'ossification commence dans la diaphyse pendant la vie prénatale et dans la tête entre le 11e et le 37e mois.

## Aspect clinique
Un quatrième métacarpien raccourci peut être un symptôme du syndrome de Kallmann, une maladie génétique qui entraîne l'échec du début ou la non-achèvement de la puberté .
Un quatrième métacarpien court peut également être trouvé dans le syndrome de Turner, un trouble impliquant les chromosomes sexuels.
Une fracture du col transversal des quatrième et/ou  du cinquième métacarpien secondaire à un choc axial est connue sous le nom de fracture du boxeur.